# Хонкейко
Хонкейко (спрощ.: 本溪湖煤矿; кит. трад.: 本溪湖煤礦) — вугільна шахта у Беньсі (провінція Ляонін, Китай). Розробка копалень почалась 1905 року як спільний японсько-китайський проект. З часом він перейшов під контроль японців.

## Опис
Після вторгнення Японії в північно-східну частину Китаю та провінцію Ляонін на початку 1930-х років копальня перейшла до підконтрольної японцям маріонеткової держави Маньчжоу-Го. Під час Другої японо-китайської війни захоплені в полон з місцевих військових організацій китайці працювали на шахті по 12 годин як раби: периметр шахти був обгороджений та охоронявся, робітники страждали від нестачі їжі та одягу.
26 квітня 1942 року на шахті стався вибух газу та вугільного пилу. У спробі зменшити підземні пожежі японці вимкнули вентиляцію і герметизували виходи на поверхню. При цьому багато китайських робітників лишились в шахті й загинули в диму. Кількість жертв склала 1549 осіб.